# Безтен
Безтен (њем. Beesten) општина је у њемачкој савезној држави Доња Саксонија. Једно је од 60 општинских средишта округа Емсланд. Према процјени из 2010. у општини је живјело 1.688 становника. Посједује регионалну шифру (AGS) 3454003.

## Географски и демографски подаци
Безтен се налази у савезној држави Доња Саксонија у округу Емсланд. Општина се налази на надморској висини од 32 метра. Површина општине износи 25,6 km². У самом мјесту је, према процјени из 2010. године, живјело 1.688 становника. Просјечна густина становништва износи 66 становника/km².

## Међународна сарадња
| Мјесто | Држава   | Врста сарадње | Од    |
| ------ | -------- | ------------- | ----- |
|        | Украјина | контакт       | 2000. |
| Извор  |          |               |       |